# ホウゼ・ナガーシー
ホウゼ・ナガーシー（ペルシア語: حوض نقاشی, ラテン文字転写: howz-e naqāšī）は、2013年のイラン映画。マーズィヤール・ミーリー監督作品（#製作と配役）。日々を懸命に生きる両親とその息子の親子愛を描く（#あらすじ）。第31回ファジル国際映画祭において観客賞などを受賞し、2014年にはユネスコからアジア太平洋映画賞を受賞した（#上演と批評）。

## 製作と配役
監督はマーズィヤール・ミーリー。製作はマヌーチェヘル・モハンマディー、脚本はハーメド・モハンマディー。また、シャハーブ・ホセイニー、ネガル・ジャヴァヘリヤン、フェレシタ・サドルオラファーイー、セペヘラード・フェルザーミー、スィヤーマク・アハサーイー、エルハーム・コルダーといった俳優が出演した。

## あらすじ
現代のテヘラン。夫婦ともに知的障害のあるマルヤム（ジャヴァヘリヤン）とレザー（ホセイニー）には、障害がなくむしろ学校の成績もよい一人息子のソヘイルがいる。小学校中学年のソヘイルは両親が他の大人と違うことに気付き始め、先生と親の二者面談に母親が来ることを嫌がる。ある日の夕方、親子三人で遊園地に遊びに行くが、乗り物を極度に怖がるマルヤムは、メリーゴーランドに乗る直前、ソヘイルをつれて逃げ出す。これに落胆したソヘイルは父とけんかの末、家出する。学校の先生（サドルオラファーイー）は同級生で親友のアミールアリーの母親でもある。ソヘイルは先生に頼み込んで、アミールアリーの家に居候する。
ソヘイルを家に戻して親子関係を修復しようとする周囲の大人たちであったが、彼らもまた生活に不安を抱えている。レザーは働いていた工場を解雇された。先生の夫も職を失って希望を失っている。レザーに雑用を頼んで、レザーの家庭の家計の足しになるように計らっている雑貨屋のおやじは「不況は外国の経済制裁のせいだよ、経済制裁が狙い撃ちするのはわしらのような庶民だ」と言う。
レザーは自分の好きなピザを宅配する仕事を始めようと思いつく。自分たちを避けるソヘイルに会うため、授業中の学校へ行き、窓越しにソヘイルに思いのたけを吐露する。ソヘイルは先生に付き添われて家に戻る。家は借家だが中庭に、壁がペンキで塗られた水溜め（ホウゼ・ナガーシー）がある。水溜めの周りで、これからの仕事に必要なバイクの運転の練習をするレザーとソヘイルの笑い声。水溜めを写すカメラは上方に引いていき、空の上からテヘランの町全体を俯瞰して、幕。

## 上演と批評
本作は第31回ファジル国際映画祭に出品され、観客賞と舞台衣装賞を受賞した。また、主演女優部門でジャヴァヘリヤンがノミネートされた。イラン国外でも鑑賞され、2014年時点で、カタール、上海、韓国、日本で上演された。また、2013-2014年には、ジャヴァヘリヤンやミーリー監督に、ユネスコから、アジア太平洋映画賞が贈られた。2019年には第2回東京イラン映画祭でも「ペインティングプール」の題名で上演された。